# Winter-Universiade 1966/Skispringen
Bei der Winter-Universiade 1966 wurde ein Wettbewerb im Skispringen ausgetragen.

## Bilanz

### Medaillenspiegel
| Platz  | Land   | Gold | Silber | Bronze | Gesamt |
| ------ | ------ | ---- | ------ | ------ | ------ |
| 1      | Japan  | 1    | –      | 1      | 2      |
| 2      | Polen  | –    | 1      | –      | 1      |
| Gesamt | Gesamt | 1    | 1      | 1      | 3      |

### Medaillengewinner
| Disziplin            | Gold         | Silber         | Bronze           |
| -------------------- | ------------ | -------------- | ---------------- |
| Normalschanze Männer | Yukio Kasaya | Andrzej Sztolf | Takashi Fujisawa |